# 阿格羅 (地圖)
阿格羅（Agloe），是曾位於美國紐約州特拉華縣的地方，原本是General Drafting地圖廠在1930年代在觀光用地圖中創作的虛擬村莊，作為版權陷阱。人口為0。
此村莊名是由地圖製作者歐圖·林伯格（Otto G.Lindberg）與恩斯特·阿伯斯（Ernest Alpers）所創作，名稱由重新排列兩人名字的頭文字所拼成。假作此村莊名幾年後，General Drafting發現另外一家美國地圖廠Rand McNally也有Agloe，因此控告侵害著作權。但後者卻主張當地地名確實叫做阿格羅，並且曾經派遣員工調查過當地有叫做Agloe General Store的商店。原因是這家商店老闆為商店取名時從加油站公司Esso拿到General Drafting的地圖，以為當地真的叫阿格羅，所以把商店取為此名。弄假成真後，阿格羅在當地沿用多年，但隨著當地衰退，2014年，google map將此地名刪除。在約翰·葛林（John Green）的作品「紙上城市」（Paper towns）中有提到。